# Садиков Союн Касумович
Садиков Союн Касумович (азерб. Soyun Kasum oğlu Sadıqov, груз. სოიუნ კასუმის ძე სადიკოვი, рос. Садыков Союн Касумович; 5 березня 1960 року СРСР, Грузинська РСР, Ґардабані) — російський громадський та політичний діяч, бізнесмен. Радянський спортсмен, майстер спорту, чемпіон СРСР, призер чемпіонату Європи по самбо. Входив до складу різних рад з міжнаціональних відносин при уряді і президенті Російської Федерації. Очолював Федеральну національно-культурну автономію азербайджанців Росії (ФНКА АЗЕРРОС). З 1996 по 2015 рік був представником Російської Федерації з питань національних меншин в Європарламенті, ПАРЄ і ЮНЕСКО. Довірена особа президента Росії Володимира Путіна. Президент «Центру моделювання стратегічного розвитку».

## Біографія
Союн Садыков родился в 1960 году в городе Гардабани. У школі почав займатися самбо. З 1978 по 1980 рік проходив службу в лавах Радянської армії. Чемпіон Радянського Союзу з самбо 1978 року, призер чемпіонатів Європи в 1979 і 1980 роках. У 1980 році закінчив Вищу школу КДБ імені Ф. Е. Дзержинського. У 1980—1981 роках працював в органах Комітету державної безпеки СРСР. 1981—1991 роках — майстер ділянки, виконроб, начальник будівельного управління № 210 при КДБ СРСР, керуючий будівельним трестом. У 1990 році закінчив факультет економіки Московський інститут управління імені Серго Орджонікідзе, кандидат економічних наук. У 90-х стає генеральним директором будівельної компанії «Мосреконструкція». Під час Першої російсько-чеченської війни, активно діяв проти вербування азербайджанців в підрозділи чеченського ополчення. У 1999 році була створена Федеральна національно-культурна автономія азербайджанців Росії (ФНКА АЗЕРРОС), яку у 2000 році очолив Садиков. 18 березня 2005 року на Садикова було скоєно замах. Автомобіль в якому він їхав, був обстріляний з автомата на Хавский вулиці у Москві. У серпні 2008 року підтримав військову операцію Росії проти Грузії. У 2009 році за дорученням Союнов Садикова Микола Горохов запросив Сергія Аксьонова в Москву для консультацій з питання Криму. В тому ж році Садиков від імені ФНКА АЗЕРРОС звинуватили лідера ЛДПР Володимира Жириновського в розпалюванні національної ворожнечі і зажадав у ЦВК зняти його кандидатуру з виборів президента РФ. У 2012 році став довіреною особою Володимира Путіна під час його передвиборної кампанії, а після перемоги Путіна увійшов до складу Ради з питань міжнаціональних відносин при президенті РФ. Є автором адміністративної реформи щодо укрупнення регіонів Російської Федерації.
У лютому 2013 року організував створення сепаратиської партії «Борджали» в Грузії. Основна мета партії полягала в тому, щоб домогтися автономії Квемо-Картлі. 1 березня 2013 року Президент Грузії Михайло Саакашвілі заявив, що Садиков відповідальний за розпалювання сепаратистських настроїв серед азербайджанської національної меншини в Грузії і погіршенні відносин між Грузією та Азербайджаном.
Навесні 2014 року підтримав дії Росії в Криму. Тісно працює з представниками кримськотатарського народу в Україні та в Туреччині. З його допомогою в Криму була створена проросійська організація кримських татар. У столиці Туреччини Анкарі був створений фонд «Розвитку Криму». У грудні 2014 року запропонував провести в Москві Всесвітній з'їзд кримських татар.
Виступив на підтримку проведення військової операції Росії в Сирії. Чимала заслуга Садикова в справі примирення Росії та Туреччини після конфлікту з приводу збитого в Туреччині російського літака.
Садиков курирує питання угорського та польського сепаратизму на Закарпатті та Галичині. Також веде переговори з ключовими політиками України. У лютому 2018 року він надав в Кремль закриту доповідь про стан справ в Україні. Союнов Садиков запропонував президенту України Володимиру Зеленському почати процес примирення з Росією.
Союн Садиков — євроазієць, українофоб, є прихильником об'єднання колишніх радянських республік навколо Росії, активно виступає за створення Євразійського союзу з пострадянських країн, Туреччини та Ірану зі столицею в міста Астрахані. Ініціатор будівництва нової столиці Криму Путінграда.
В даний час очолює АНО «Центр моделювання стратегічного розвитку», який займається геополітичними дослідженнями.